# Franz Engelbert Barbo
Franz Engelbert Barbo von Waxenstein (ur. 1664 w Lublanie, zm. 25 grudnia 1706 we Wrocławiu) – arystokrata, duchowny, biskup pomocniczy we Wrocławiu od 1703.

## Życiorys
Urodził się w rodzinie arystokratycznej w 1664 w Lublanie. Był hrabią Waxenstein i baronem Gutteneck, Passberg i Zobelberg. Studiował teologię w Rzymie i tam w 1688 przyjął święcenia kapłańskie. Następnie został skierowany do diecezji wrocławskiej, gdzie w 1690 otrzymał godność kanonika kapituły kolegiackiej Świętego Krzyża. 4 czerwca 1703 został prekonizowany przez papieża Klemensa XI biskupem tytularnym Dara i sufraganem wrocławskim. Sakrę biskupią przyjął 20 lutego 1704. Brał aktywny udział w procesie beatyfikacyjnym Czesława Odrowąża. Zmarł w 1706 we Wrocławiu.